# Centrale nucléaire de Zwentendorf
La centrale nucléaire de Zwentendorf est une centrale nucléaire autrichienne située dans la commune de Zwentendorf an der Donau sur les rives du Danube, à 50 km à l'ouest de Vienne, en Basse-Autriche. Elle est l'unique centrale nucléaire autrichienne, mais n'a jamais été mise en service. 

## Histoire
Le projet prévoyait un réacteur à eau bouillante d'une puissance électrique de 730 mégawatts. La construction avait débuté en 1972 pour être achevée en 1977.
Le 5 novembre 1978, lors d'un référendum autrichien sur le nucléaire, alors que la construction de la centrale est terminée et a déjà coûté 5,2 milliards de schillings (1,3 milliard d'euros), le peuple autrichien vote contre sa mise en service avec une courte majorité de 50,5 %. La centrale est donc maintenue à l'arrêt. À la suite de ce référendum, le parlement autrichien vote en 1978 une loi de non-utilisation de l'énergie nucléaire (Atomsperrgesetz). Pendant une dizaine d'années, les débats firent rage en Autriche sur l'opportunité de la sortie du nucléaire civil.
À la suite de la catastrophe de Tchernobyl en 1986, la classe politique autrichienne est parvenue à un consensus sur l'arrêt du nucléaire civil. Devenue inutile, les pièces de la centrale de Zwentendorf sont vendues depuis 2005 pour réparer les centrales nucléaires allemandes.
La loi de non-utilisation de l'énergie nucléaire a été renforcée en 1999 par la loi pour une Autriche sans nucléaire (Bundesverfassungsgesetz für ein atomfreies Österreich) qui a été intégrée à la Constitution de l'Autriche. La dénucléarisation est aujourd'hui de l'ordre du consensus dans la classe politique autrichienne.
En 2005, le producteur d'électricité EVN a racheté le site, et compte alors le transformer en site de production d'énergie solaire. L'objectif est à la fois de satisfaire les critères du protocole de Kyoto sur le réchauffement climatique, en réduisant les émissions de CO2, et d'augmenter la part d'énergie renouvelable de 70 % à 78 % d'ici 2010.

## Emplois contemporains
La centrale est ouverte aux visites du public. Elle sert aussi de centre de formation pour les techniciens nucléaires d'autres pays. Elle est également disponible comme lieu de tournage, et a notamment servi au tournage de Grand Central de Rebecca Zlotowski, avec dans les rôles principaux Tahar Rahim et Léa Seydoux.